# Sharlto Copley
Sharlto Copley (Johannesburgo, Sudáfrica,  27 de noviembre de 1973) es un productor, actor, y director sudafricano, más conocido por su papel de Wikus van de Merwe en la película District 9, como el psicópata mercernario Kruger en Elysium, y por su papel en la película Chappie, dándole vida al personaje con captura de movimiento y voz.
Una de sus mayores características como actor es su facilidad para interpretar a personajes muy variopintos tanto física como psicológicamente.

## Biografía
Sharlto Copley asistió a la Secundaria Redhill, una escuela privada sudafricana ubicada en los suburbios de Johannesburgo, desde 1987 hasta 1991. En la escuela, Copley estuvo muy involucrado en la producción amateur (tanto de teatro como de cine) y a través de este interés conoció al que sería su socio en los negocios, Simon Hansen (conoció también a familiares de Neill Blomkamp, que también asistió a la Secundaria Redhill, pero cuando Copley ya se había graduado). Copley no era reticente a empujar los límites y habitualmente producía, dirigía y actuaba en obras de la escuela.
Copley tiene dos hermanos menores: Donovan, músico y líder de la banda sudafricana Hot Water; y Marisa, diseñadora de modas y propietaria de WithOut. El padre de Sharlto es el Dr. Bruce Copley, un animador y multinstrumentista que vive en la Bahía Pringle y es dueño de la compañía AAHA Learning. Sharlto actualmente reside en Ciudad del Cabo y mantiene una relación con su pareja de varios años.

## Carrera como actor, productor y director
Algunos años después de salir de la escuela, Copley se mudó a Ciudad del Cabo para iniciar una compañía de medios de producción (Channel 69 Studios) con Simon Hansen. Pronto su compañía se volvería parte del proceso de licitación de Midi TV para la licencia de teledifusión del quinto canal de Sudáfrica. Originalmente a Copley y Hansen les dieron la tarea de producir contenido para dead-time en el nuevo canal. Desafortunadamente, debido a políticas internas y algunas tomas hostiles, Copley y Hansen se encontraron trabajando como independientes nuevamente. Fue en este tiempo que Copley conoció al director Neill Blomkamp; Copley tenía 20 y Blomkamp tenía 14, y Copley contrató a Blomkamp como diseñador gráfico por ordenador.
A lo largo de su carrera en Sudáfrica, Copley dirigió comerciales, vídeos musicales y cortos de película, también fue dueño en un momento de una agencia de talentos.
En 2005, Copley y Simon Hansen produjeron el corto de Neill Blomkamp, Alive in Joburg en el cual la película, District 9 se basó. Copley coescribió y codirigió dos de los filmes virales sudafricanos más populares con Simon Hansen 2001: A Space Oddity, una comedia que presenta a un cohete espacial que se estrella en Ciudad del Cabo y Hellweek, una parodia sobre el entrenamiento de artistas digitales en África. Ambas películas fueron exhibidas en el Festival de Cannes en 2005. Copley y Hansen también escribieron, produjeron y dirigieron el thriller supernatural Spoon, protagonizando a Darren Boyd y Rutger Hauer. La filmación de Spoon utilizó un prototipo de cámara digital. En 2003/2004 Sharlto y Simon Hansen dirigieron el video musical de una canción llamada "Dream", de los productores/artistas internacionales "Jago".
Como actor tuvo un pequeño rol en Alive In Joburg. Es el protagonista en el film de Peter Jackson y Neill Blomkamp District 9, en el cual interpreta al personaje principal Wikus van de Merwe. Improvisó todo el diálogo de la película en las escenas de desalojo. En 2010, Copley protagonizó junto con Liam Neeson, Bradley Cooper y Quinton "Rampage" Jackson la versión cinematográfica de El equipo A. en la que interpretó a H. M. Murdock, interpretado originalmente por Dwight Schultz en la serie.
En 2013 fue un año muy productivo para Copley ya que volvió a formar equipo con Neill Blomkamp en su nueva aventura de ciencia ficción titulada 'Elysium' y con Matt Damon como protagonista.También ese mismo año protagoniza dos películas: Europa Report, del director Sebastián Cordero y Open grave un filme de suspense. También es el villano principal en el remake Oldboy.
En 2014, tuvo el papel del Rey Stefan, el padre de la Princesa Aurora, en Maléfica.
En 2015, protagoniza la primera temporada de la serie Powers basada en una realidad alternativa en la que es normal ver a gente con superpoderes, Copley interpreta a Walker un veterano agente de la división powers encargada de mantener a raya los enfrentamientos entre los superhéroes... Walker es un antiguo power que perdió sus poderes enfrentándose a su maestro Wolfe y ahora vive obsesionado por recuperarlos.
También ese mismo año protagonizó Chappie, volviendo a colaborar así con Neill Blomkamp. Fue coprotagonista en la película rusa de Cine experimental titulada Hardcore Henry. El año siguiente fue secundario en Los Hollar, una comedia estadounidense y en Free fire, un thriller de acción junto a Armie Hammer y Brie Larson.
En 2018 estrenó junto a Charlize Theron la película Gringo, un divertido filme de acción y comedia que obtuvo críticas positivas.

## Películas
| Año  | Título                          | Rol                                                                                              | Notas |
| ---- | ------------------------------- | ------------------------------------------------------------------------------------------------ | --- |
| 2006 | Alive in Joburg                 | Francotirador                                                                                    | También productor |
| 2009 | District 9                      | Wikus van der Merwe                                                                              | Nominado – Mejor Actor Revelación. Asociación de Críticos de Cine de Chicago Nominado – Mejor Actor. Asociación de Críticos de Cine Online |
| 2010 | The A-Team                      | Capitán H. M. "Howling Mad" Murdock                                                              | |
| 2013 | Elysium                         | Kruger                                                                                           | |
| 2013 | Oldboy                          | Adrian Pryce                                                                                     | |
| 2013 | Europa Report                   | James Corrigan                                                                                   | |
| 2013 | Open Grave                      | John (AKA Jonah Cooke)                                                                           | |
| 2014 | Maléfica                        | El Rey Estéfano, el esposo de la Reina Flor y el padre de la Princesa Aurora, la Bella Durmiente | |
| 2015 | Chappie                         | Chappie                                                                                          | |
| 2015 | Hardcore Henry                  | Jimmy                                                                                            | |
| 2016 | The Hollars                     | Ron Hollar                                                                                       | |
| 2017 | Free Fire                       | Vernon                                                                                           | |
| 2018 | Gringo                          | Mitch Rusk                                                                                       | |
| 2018 | God: City                       | Dios                                                                                             | Corto |
| 2020 | The Last Days of American Crime | William Sawyer                                                                                   | |
| 2021 | Ted K                           | Ted Kaczynski                                                                                    | También fue corproductor |
| 2021 | Seal Team                       | Switch                                                                                           | Voz |
| 2022 | Beast                           | Martin Battles                                                                                   | |
| 2023 | Boy Kills World                 | Glen van der Koy                                                                                 | |
| 2024 | Monkey Man                      | Tiger                                                                                            | |

## Series
| Año     | Título               | Papel            |
| ------- | -------------------- | ---------------- |
| 2015-16 | Powers               | Christian Walker |
| 2022    | Russian Doll         | Chez             |
| 2024    | Curb Your Enthusiasm | Michael Fouchay  |